# Interstate 64
L'Interstate 64 (I-64) est une autoroute ouest–est dans l'est des États-Unis. Son terminus ouest se trouve à la jonction avec l'I-70 / US 40 / US 61 à Wentzville, Missouri. Son terminus est se situe à l'échangeur avec l'I-264 / I-664 à Bower's Hill à Chesapeake, Virginie. L'I-64 relie les régions métropolitaines de Saint-Louis, Missouri; Louisville et Lexington au Kentucky; Charleston, Virginie-Occidentale ainsi que Richmond and Hampton Roads en Virginie.

## Description du tracé

### Missouri
Au Missouri, la route est la portion la plus au sud de l'Avenue of the Saints. Elle débute à Wentzville lorsqu'elle se détache de l'I-70. Elle parcourt un trajet vers l'est pour atteindre les banlieues ouest de Saint-Louis. Après avoir traversé la ville d'ouest en est, elle forme un multiplex avec l'I-55 afin de traverser le fleuve Mississippi et d'entrer en Illinois.

### Illinois

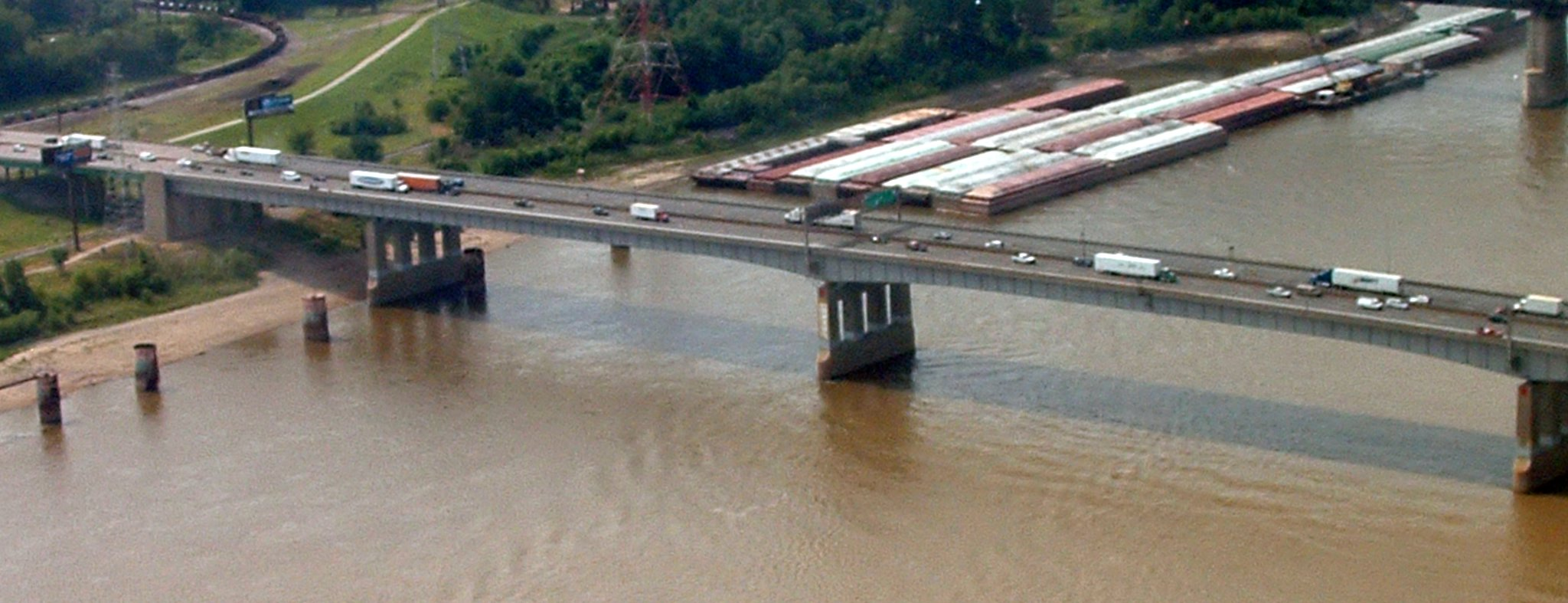
L'I-64 traverse le Poplar Street Bridge entre le Missouri et l'Illinois

L'I-64 entre en Illinois depuis Saint-Louis, Missouri, via le Poplar Street Bridge. Après avoir traversé le fleuve, l'autoroute se dirige vers l'est et quitte le multiplex avec l'I-55. Elle se dirige ensuite au sud-est et traverse des régions rurales du sud de l'Illinois. L'autoroute atteint Mount Vernon et forme un court multiplex avec l'I-57. À l'est de la ville, l'autoroute croise très peu de villes vers l'Indiana.

### Indiana

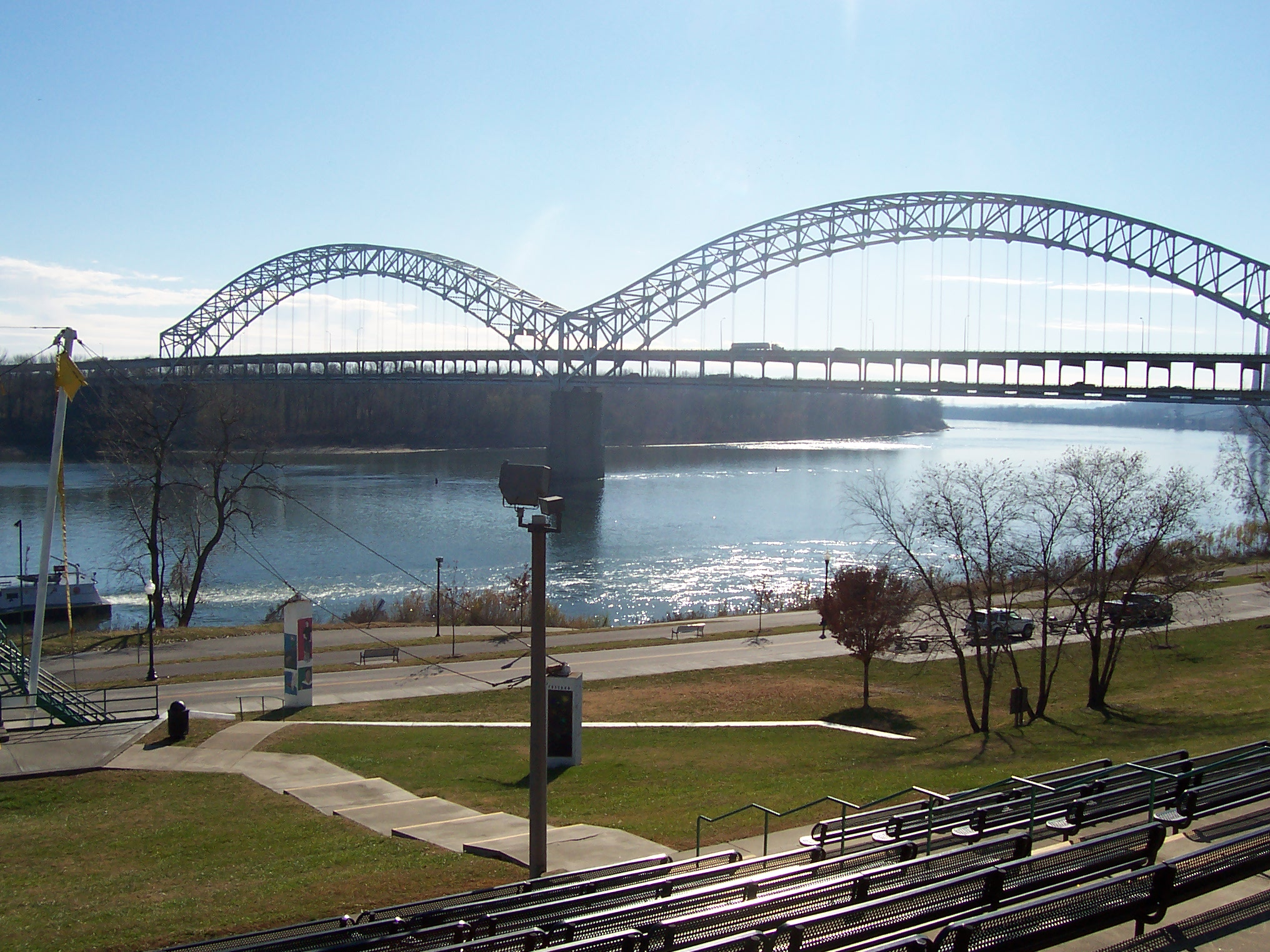
L'I-64 traverse le Sherman Minton Bridge à New Albany, Indiana

L'I-64 traverse la rivière Wabash et entre en Indiana. Elle croise quelques petites municipalités du sud de l'état.
Près de la borne 61, le fuseau horaire change de l'Heure du Centre pour l'Heure de l'Est.
Entre Evansville et New Albany, l'I-64 croise quelques routes importantes mais aucune autoroute.
Le trajet de 123 miles (198 km) en Indiana est rectiligne et plat. Elle se dirige vers l'est pour entrer au Kentucky et atteindre la première ville d'importance depuis Mount Vernon, Louisville.

### Kentucky
L'I-64 entre au Kentucky à Louisville, en longeant la rivière Ohio. L'autoroute croise plusieurs échangeurs au centre-ville jusqu'à ce qu'elle atteigne l'I-65 et l'I-71. L'autoroute quitte Louisville et passe par Shelbyville, Frankfort, Midway, Lexington, Winchester, Mount Sterling, Owingsville et Morehead avant de quitter l'état près d'Ashland, à Catlettsburg.
Elle forme un multiplex avec l'I-75 et décrit un arc autour du nord-est du centre urbain de Lexington. Les deux autoroutes se séparent puis l'-64 poursuit son trajet dans le Kentucky rural et entre en Virginie-Occidentale.

### Virginie-Occidentale

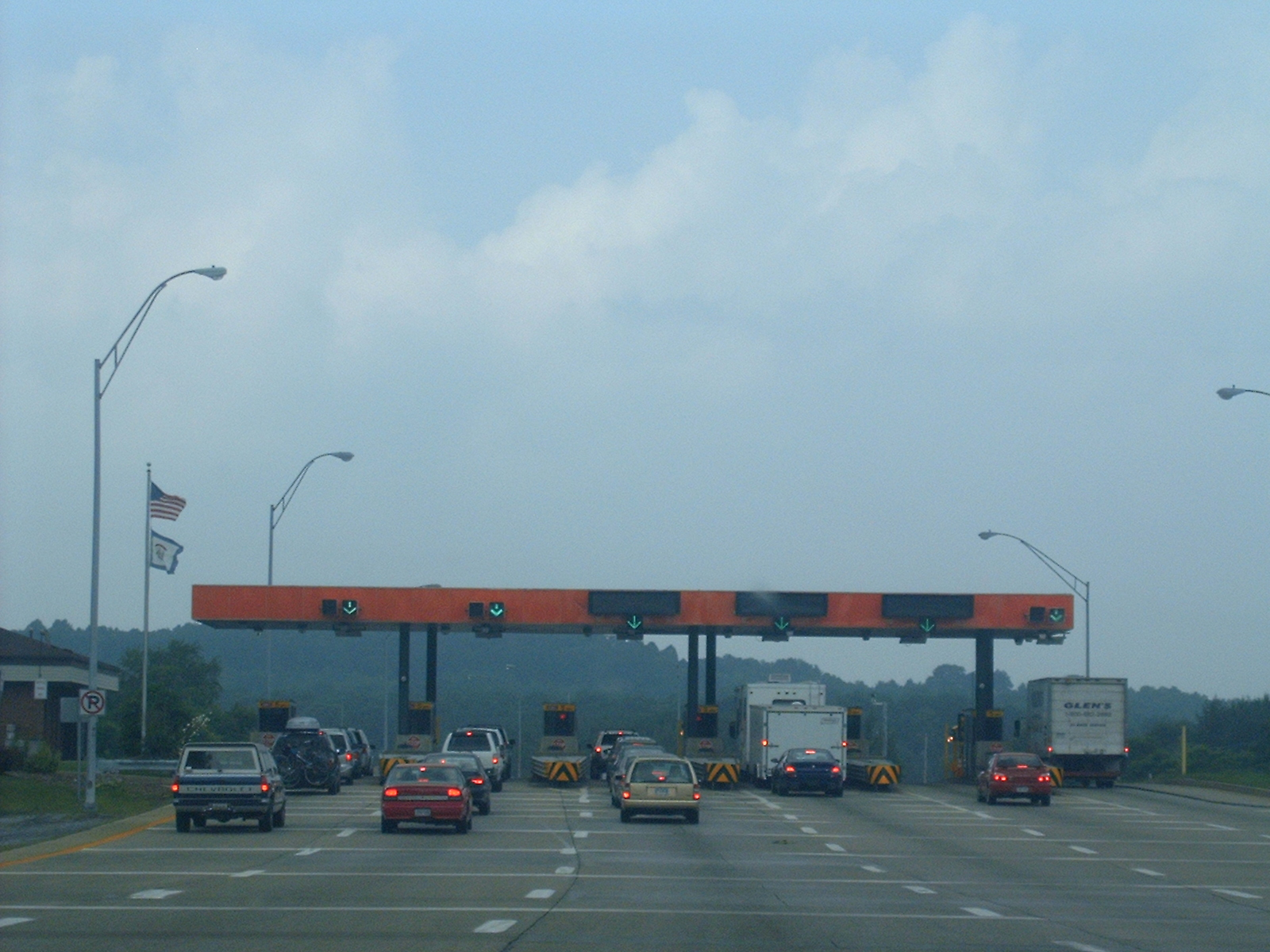
Poste de péage sur la West Virginia Turnpike

L'I-64 parcourt 184 miles (296 km) en Virginie-Occidentale et passe par les villes de Huntington, Beckley et Lewisburg ainsi que par la capitale, Charleston. Elle n'a que deux jonctions importantes dans l'état; l'I-77 à Charleston et à Beckley. Elle traverse également la rivière Kanawha quatre fois en 20 miles (32 km).
Entre les deux jonctions de l'I-64 avec l'I-77, les deux autoroutes forment un multiplex. Entre la dernière traversée de la rivière Kanawha à l'est de Charleston et la séparation du multiplex au sud de Beckley, les deux autoroutes sont payantes et font partie du West Virginia Turnpike.
Durant le multiplex, les numéros de sortie utilisés sont ceux de l'I-77.

### Virginie

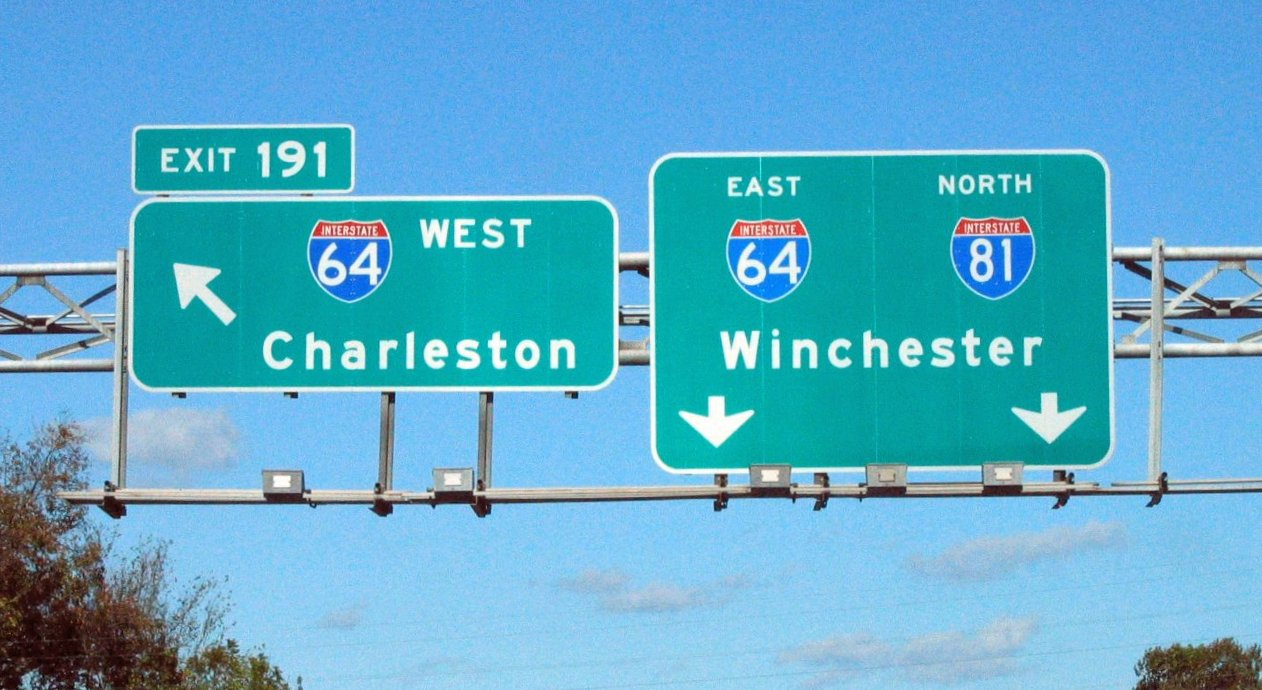
Terminus sud du multiplex I-81 / I-64 près de Lexington

L'I-64 en Virginie parcourt l'état d'ouest en est depuis la frontière de la Virginie-Occidentale jusqu'à la côte Atlantique via Covington, Lexington, Staunton et Charlottesville jusqu'à Richmond. Entre Lexington et Staunton, l'autoroute forme un multiplex avec l'I-81. Durant ce multiplex, les numéros utilisés sont ceux de l'I-81. À Richmond, elle forme un multiplex avec l'I-95. À partir de Richmond, l'I-64 continue sn trajet vers le sud-est à travers Newport News et Hampton vers le Hampton Roads Bridge–Tunnel puis, à travers Norfolk et une courte section de Virginia Beach pour se terminer à Chesapeake.
L'I-64 elle-même ne rejoint pas le bord de mer de Virginia Beach, puisqu'elle continue par la portion ouest de Virginia Beach et fait partie des routes de ceinture de Hampton. À son terminus est, l'I-64 est se dirige plutôt vers l'ouest, en ce sens où elle contourne Norfolk par l'est et le sud pour faire un crochet au sud de la ville. L'I-64 croise l'I-264 qui, elle, donne accès aux autres portions de Norfolk et de Chesapeake, s'étendant jusqu'au bord de mer.

## Liste des sorties

### Missouri
| Interstate 64                             |                    |       |       |                       |                                                           | |
| Comté                                     | Municipalité       | mi    | km    | Sortie                | Intersections / Destinations                              | Notes                                                                                               |
| Saint Charles                             | Wentzville         | 0,00  | 0,00  | –                     | US 61 nord / Avenue of the Saints – Hannibal              | Terminus ouest du multiplex avec US 61                                                              |
| Saint Charles                             | Wentzville         | 0,00  | 0,00  | 1                     | I-70 / US 40 ouest – Kansas City, Saint-Louis             | Terminus ouest du multiplex avec US 40; indiqué sortie 1A (ouest) et 1B (est); sortie 210 de l'I-70 |
| Saint Charles                             | Lake Saint Louis   | 1,43  | 2,31  | 1C                    | Prospect Road                                             | |
| Saint Charles                             | Lake Saint Louis   | 3,04  | 4,89  | 2                     | Lake Saint Louis Boulevard                                | |
| Saint Charles                             | Lake Saint Louis   | 3,93  | 6,32  | 4A                    | Route N                                                   | |
| Saint Charles                             | Lake Saint Louis   | 4,33  | 6,96  | 4B                    | Route 364 (en) – Dardenne Prairie                         | |
| Saint Charles                             | O'Fallon           | 6,28  | 10,10 | 6                     | Route DD (Winghaven Boulevard)                            | |
| Saint Charles                             | O'Fallon           | 10,00 | 16,09 | 9                     | Route K – O'Fallon                                        | |
| Saint Charles                             | Weldon Spring      | 10,73 | 17,26 | 10                    | Route 94 (en) – Saint Charles                             | Sortie direction est via sortie 9                                                                   |
| Saint Charles                             | Weldon Spring      | 11,93 | 19,20 | 11                    | Research Park Circle                                      | Pas d'entrée direction ouest                                                                        |
| Rivière Missouri                          | Rivière Missouri   | 13,19 | 21,22 | Pont Daniel Boone     | Pont Daniel Boone                                         | Pont Daniel Boone                                                                                   |
| Saint-Louis                               | Chesterfield       | 13,76 | 22,14 | 14                    | Chesterfield Airport Road                                 | Sortie direction est, entrée direction ouest                                                        |
| Saint-Louis                               | Chesterfield       | 14,65 | 23,58 | 14                    | Spirit of Saint Louis Boulevard                           | Sortie direction ouest, entrée direction est                                                        |
| Saint-Louis                               | Chesterfield       | 14,92 | 24,01 | 16                    | Long Road / Chesterfield Airport Road                     | Sortie direction ouest, entrée direction est                                                        |
| Saint-Louis                               | Chesterfield       | 17,15 | 27,60 | 17                    | Boone's Crossing                                          | |
| Saint-Louis                               | Chesterfield       | 19,22 | 30,93 | 19A                   | Chesterfield Parkway ouest                                | |
| Saint-Louis                               | Chesterfield       | 19,85 | 31,94 | 19B                   | Route 340 (en) (Olive Boulevard / Clarkson Road)          | |
| Saint-Louis                               | Chesterfield       | 20,50 | 32,99 | 20                    | Chesterfield Parkway est                                  | Sortie direction ouest, entrée direction est                                                        |
| Saint-Louis                               | Chesterfield       | 20,32 | 32,70 | 21                    | Timberlake Manor Parkway                                  | |
| Saint-Louis                               | Town and Country   | 22,55 | 36,30 | 22                    | Route 141 (en) (Woods Mill Road)                          | |
| Saint-Louis                               | Town and Country   | 23,23 | 37,39 | 23                    | Maryville Centre Drive                                    | Pas de sortie direction est                                                                         |
| Saint-Louis                               | Town and Country   | 24,19 | 38,92 | 24                    | Mason Road                                                | |
| Saint-Louis                               | Town and Country   | 25,89 | 41,66 | 25                    | I-270 – Chicago, Memphis                                  | Sortie 12 de l'I-270                                                                                |
| Saint-Louis                               | Town and Country   | 26,21 | 42,18 | 26                    | Route JJ (Ballas Road)                                    | |
| Saint-Louis                               | Frontenac          | 27,75 | 44,65 | 27                    | Spoede Road                                               | |
| Saint-Louis                               | Frontenac          | 28,27 | 45,49 | 28A                   | US 61 sud / US 67 (Lindbergh Boulevard)                   | Terminus est du multiplex avec US 61                                                                |
| Saint-Louis                               | Ladue              | 28,86 | 46,45 | 28B                   | Clayton Road                                              | Sortie direction ouest, entrée direction est                                                        |
| Saint-Louis                               | Ladue              | 30,74 | 49,46 | 30                    | McKnight Road                                             | |
| Saint-Louis                               | Richmond Heights   | 31,77 | 51,13 | 31A                   | I-170 nord – Clayton                                      | Sortie 1 de l'I-170; accès à l'Aéroport international de Saint-Louis                                |
| Saint-Louis                               | Richmond Heights   | 32,25 | 51,90 | 31B                   | Brentwood Boulevard / Hanley Road                         | |
| Saint-Louis                               | Richmond Heights   | 33,07 | 53,22 | 32A                   | Big Bend Boulevard                                        | |
| Saint-Louis                               | Richmond Heights   | 33,46 | 53,85 | 32B                   | Bellevue Avenue                                           | Sortie direction est, entrée direction ouest                                                        |
| Saint-Louis                               | Saint-Louis        | 33,81 | 54,41 | 33C                   | McCausland Avenue                                         | |
| Saint-Louis                               | Saint-Louis        | 34,04 | 54,79 | 34A                   | Clayton Road / Skinner Boulevard                          | Sortie direction ouest, entrée direction est                                                        |
| Saint-Louis                               | Saint-Louis        | 34,95 | 56,25 | 34B                   | Hampton Avenue                                            | |
| Saint-Louis                               | Saint-Louis        | 36,11 | 58,12 | 36A                   | Kingshighway Boulevard                                    | |
| Saint-Louis                               | Saint-Louis        | 36,72 | 59,10 | 36B                   | Boyle Avenue / Tower Grove Avenue                         | |
| Saint-Louis                               | Saint-Louis        | 37,36 | 60,13 | 36C                   | Vandeventer Avenue                                        | Sortie direction est, entrée direction ouest                                                        |
| Saint-Louis                               | Saint-Louis        | 37,75 | 60,75 | 37A                   | Market Street / Bernard Street                            | Sortie direction est, entrée direction ouest                                                        |
| Saint-Louis                               | Saint-Louis        | 37,83 | 60,87 | 37B                   | Grand Boulevard                                           | Sortie direction est, entrée direction ouest                                                        |
| Saint-Louis                               | Saint-Louis        | 38,00 | 61,16 | 38A                   | Forest Park Avenue / Grand Boulevard                      | Sortie direction ouest, entrée direction est                                                        |
| Saint-Louis                               | Saint-Louis        | 38,79 | 62,43 | 38C                   | Jefferson Avenue                                          | Sortie direction est, entrée direction ouest                                                        |
| Saint-Louis                               | Saint-Louis        | 39,65 | 63,80 | 39B                   | 14th Street                                               | Sortie direction est, entrée direction ouest                                                        |
| Saint-Louis                               | Saint-Louis        | 39,81 | 64,06 | 39C                   | 11th Street                                               | Sortie direction est, entrée direction ouest                                                        |
| Saint-Louis                               | Saint-Louis        | 40,01 | 64,39 | 40B                   | 6th Street                                                | Sortie direction est, entrée direction ouest                                                        |
| Saint-Louis                               | Saint-Louis        | 40,14 | 64,60 | 40A                   | 9th Street / Tucker Boulevard                             | Sortie direction ouest seulement; entrée direction est via 6th Street                               |
| Saint-Louis                               | Saint-Louis        | 40,37 | 64,97 | 40C                   | I-55 sud / I-44 ouest – Memphis, Tulsa                    | Terminus ouest du multiplex avec I-55; sortie direction ouest, entrée direction est                 |
| Saint-Louis                               | Saint-Louis        | 40,41 | 65,03 | 40                    | I-44 est vers I-70 ouest / Walnut Street – Kansas City    | Sortie direction ouest, entrée direction est; accès à l'Aéroport international de Saint-Louis       |
| Fleuve Mississippi                        | Fleuve Mississippi | 40,82 | 65,69 | Pont de Poplar Street | Pont de Poplar Street                                     | Pont de Poplar Street                                                                               |
| Fleuve Mississippi                        | Fleuve Mississippi | 40,82 | 65,69 | –                     | I-55 nord / I-64 est / US 40 est vers I-70 est – Illinois | Continue en Illinois                                                                                |
| - Terminus de multiplex - Accès incomplet |                    |       |       |                       |                                                           | |

### Illinois
| Interstate 64                             |                               |        |        |                       |                                                                                          |                                                                                          |
| Comté                                     | Municipalité                  | mi     | km     | Sortie                | Intersections / Destinations                                                             | Notes                                                                                    |
| Fleuve Mississippi                        | Fleuve Mississippi            | 0,00   | 0,00   |                       | I-55 sud / I-64 ouest / US 40 ouest – Saint-Louis                                        | Continue au Missouri                                                                     |
| Fleuve Mississippi                        | Fleuve Mississippi            | 0,00   | 0,00   | Pont de Poplar Street |                                                                                          |                                                                                          |
| Saint Clair                               | East Saint Louis              | 0,60   | 0,97   | 1                     | IL 3 (en) sud / Great River Road (en) – Cahokia                                          | Terminus ouest du multiplex avec IL 3 / GRR                                              |
| Saint Clair                               | East Saint Louis              | 0,90   | 1,40   | 2A                    | Third Street – Eads Bridge, Casino Queen                                                 | Sortie direction ouest, entrée direction est                                             |
| Saint Clair                               | East Saint Louis              | 1,30   | 2,10   | 2B-C                  | Martin Luther King Bridge – Centre-ville de Saint-Louis                                  | Pas de sortie direction est; indiqué sortie 2B (sortie à gauche) et 2C (sortie à droite) |
| Saint Clair                               | East Saint Louis              | 2,50   | 4,00   | 3A                    | I-55 nord / Great River Road (en) nord / US 40 est vers I-70 est – Chicago, Indianapolis | Terminus est du multiplex avec I-55 / GRR / US 40; sortie 3A de l'I-55 sud               |
| Saint Clair                               | East Saint Louis              | 2,60   | 4,20   | 3B                    | I-70 ouest (Dwight D. Eisenhower Highway) vers IL 3 (en) nord – Kansas City              | Sortie direction ouest, entrée direction est; sortie 3 de l'I-70                         |
| Saint Clair                               | East Saint Louis              | 2,70   | 4,30   | 3                     | IL 3 (en) nord (St. Clair Avenue)                                                        | Terminus est du multiplex avec IL 3                                                      |
| Saint Clair                               | East Saint Louis              | 3,30   | 5,30   | 4A                    | Baugh Avenue / 18th Street                                                               | Sortie et entrée direction ouest                                                         |
| Saint Clair                               | East Saint Louis              | 4,20   | 6,80   | 4B                    | 25th Street                                                                              |                                                                                          |
| Saint Clair                               | Washington Park               | 5,80   | 9,30   | 6                     | IL 111 (Kingshighway)                                                                    |                                                                                          |
| Saint Clair                               | Caseyville                    | 7,10   | 11,40  | 7                     | I-255 / US 50 ouest – Memphis, Chicago                                                   | Terminus ouest du multiplex avec US 50; sortie 20 de l'I-255                             |
| Saint Clair                               | Caseyville                    | 8,40   | 13,50  | 9                     | IL 157 (Bluff Road) – Caseyville, Centreville                                            |                                                                                          |
| Saint Clair                               | Fairview Heights              | 12,00  | 19,30  | 12                    | IL 159 (en) (Illinois Street) – Belleville, Collinsville                                 |                                                                                          |
| Saint Clair                               | O'Fallon                      | 14,20  | 22,90  | 14                    | Old US Highway 50 – O'Fallon                                                             |                                                                                          |
| Saint Clair                               | O'Fallon                      | 15,70  | 25,30  | 16                    | Green Mount Road – O'Fallon, Shiloh                                                      |                                                                                          |
| Saint Clair                               | O'Fallon                      | 18,60  | 29,90  | 19                    | US 50 est IL 158 (en) ouest (Air Mobility Drive) – Carlyle, Scott AFB                    | Terminus est du multiplex avec US 50; indiqué sortie 19A (ouest) et 19B (est)            |
| Saint Clair                               | O'Fallon                      |        |        | 21                    | Rieder Road                                                                              |                                                                                          |
| Saint Clair                               | Mascoutah                     | 22,60  | 36,40  | 23                    | IL 4 (en) – Mascoutah, Lebanon                                                           | Accès à l'Aéroport Saint-Louis MidAmerica                                                |
| Saint Clair                               | New Baden                     | 27,10  | 43,60  | 27                    | IL 161 (en) – New Baden                                                                  |                                                                                          |
| Clinton                                   | Looking Glass Township        | 34,20  | 55,00  | 34                    | Albers                                                                                   |                                                                                          |
| Washington                                | Okawville Township            | 40,40  | 65,00  | 41                    | IL 177 (en) – Okawville                                                                  |                                                                                          |
| Washington                                | Nashville                     | 49,80  | 80,10  | 50                    | IL 127 (en) – Carlyle, Nashville                                                         |                                                                                          |
| Washington                                | Richview Township             | 60,70  | 97,70  | 61                    | US 51 – Centralia, Ashley                                                                |                                                                                          |
| Jefferson                                 | Limite Township Casner–Shiloh | 68,60  | 110,40 | 69                    | Woodlawn                                                                                 |                                                                                          |
| Jefferson                                 | Mount Vernon                  | 73,30  | 118,00 | 73                    | I-57 nord – Chicago                                                                      | Terminus ouest du multiplex avec I-57; sortie 96 de l'I-57                               |
| Jefferson                                 | Mount Vernon                  | 74,80  | 120,40 | 95                    | IL 15 (en) – Mount Vernon, Ashley                                                        | Numéros de sortie de l'I-57; accès à l'aéroport de Mount Vernon                          |
| Jefferson                                 | Mount Vernon                  | 75,80  | 122,00 | 94                    | Veterans Memorial Drive                                                                  |                                                                                          |
| Jefferson                                 | McClellan Township            | 78,00  | 125,50 | 78                    | I-57 sud vers I-24 – Memphis, Nashville                                                  | Terminus est du multiplex avec I-57; sortie 92 de l'I-57                                 |
| Jefferson                                 | Dodds Township                | 79,70  | 128,30 | 80                    | IL 37 (en) – Mount Vernon                                                                |                                                                                          |
| Jefferson                                 | Pendleton Township            | 88,50  | 142,40 | 89                    | Belle Rive, Bluford                                                                      |                                                                                          |
| Wayne                                     | Orel Township                 | 99,30  | 159,80 | 100                   | IL 242 (en) – Wayne City                                                                 |                                                                                          |
| Wayne                                     | Barnhill Township             | 110,10 | 177,20 | 110                   | US 45 – Mill Shoals                                                                      |                                                                                          |
| White                                     | Burnt Prairie Township        | 116,70 | 187,80 | 117                   | CR 20 – Burnt Prairie                                                                    |                                                                                          |
| White                                     | Grayville                     | 129,40 | 208,20 | 130                   | IL 1 (en) – Grayville, Carmi                                                             |                                                                                          |
| Rivière Wabash                            | Rivière Wabash                | 130,40 | 209,90 |                       | I-64 est – Evansville, Louisville                                                        | Continue en Indiana                                                                      |
| - Terminus de multiplex - Accès incomplet |                               |        |        |                       |                                                                                          |                                                                                          |

### Indiana
| Interstate 64             |                               |        |        |        |                                                                |                                                                |
| Comté                     | Municipalité                  | mi     | km     | Sortie | Intersections / Destinations                                   | Notes                                                          |
| Rivière Wabash            | Rivière Wabash                | 0,00   | 0,00   |        | I-64 ouest – Mount Vernon                                      | Continue en Illinois                                           |
| Posey                     | Griffin                       | 4,30   | 6,90   | 4      | SR 69 (en) – New Harmony, Mount Vernon, Griffin                |                                                                |
| Posey                     | Poseyville                    | 11,90  | 19,20  | 12     | SR 165 (en) – Poseyville                                       |                                                                |
| Vanderburgh               | Armstrong Township            | 17,60  | 28,30  | 18     | SR 65 (en) – Cynthiana, Evansville                             |                                                                |
| Limite Vanderburgh–Gibson | Limite township Scott–Johnson | 24,90  | 40,10  | 25     | US 41 – Evansville, Terre Haute                                | Indiqué sortie 25A (sud) et 25B (nord)                         |
| Limite Gibson–Warrick     | Limite township Johnson–Greer | 29,40  | 47,30  | 29     | I-69 / SR 57 (en) – Evansville, Henderson                      | Indiqué sortie 29A (sud) et 29B (nord); sortie 21A-B de l'I-69 |
| Warrick                   | Lynnville                     | 39,30  | 63,20  | 39     | SR 61 (en) – Lynnville, Boonville                              |                                                                |
| Warrick                   | Pigeon Township               | 53,50  | 86,10  | 54     | SR 161 (en) – Holland, Tennyson                                |                                                                |
| Spencer                   | Dale                          | 56,40  | 90,80  | 57     | US 231 – Dale, Huntingburg, Jasper                             | Indiqué sortie 57A (sud) et 57B (nord); Heure du Centre        |
| Limite Dubois–Spencer     | Ferdinand                     | 62,90  | 101,20 | 63     | SR 162 (en) – Ferdinand, Jasper, Santa Claus                   | La sortie 63 est dans le comté de Dubois, à l'heure de l'Est   |
| Perry                     | Clark Township                | 72,20  | 106,20 | 72     | SR 145 (en) – Birdseye, Bristow                                | Heure du Centre                                                |
| Perry                     | Oil Township                  | 78,40  | 126,20 | 79     | SR 37 (en) – Tell City                                         | Heure du Centre                                                |
| Crawford                  | Union Township                | 85,70  | 137,90 | 86     | SR 237 (en) nord – English, Sulphur                            | Heure de l'Est                                                 |
| Crawford                  | Jennings Township             | 92,00  | 148,10 | 92     | SR 66 (en) – Marengo, Leavenworth                              |                                                                |
| Harrison                  | Corydon                       | 105,30 | 169,50 | 105    | SR 135 (en) – Palmyra, Corydon                                 |                                                                |
| Harrison                  | Franklin Township             | 112,50 | 181,10 | 113    | Lanesville                                                     |                                                                |
| Floyd                     | Edwardsville                  | 117,80 | 189,60 | 118    | SR 64 (en) ouest / SR 62 (en) ouest – Edwardsville, Georgetown | Terminus ouest du multiplex avec SR 62                         |
| Floyd                     | New Albany                    | 119,40 | 192,20 | 119    | US 150 ouest – Greenville                                      | Terminus ouest du multiplex avec US 150                        |
| Floyd                     | New Albany                    | 121,50 | 195,50 | 121v   | I-265 est (Lee H. Hamilton Freeway) /SR 62 (en) est vers I-65  | Terminus est du multiplex avec SR 62; sortie 0 de l'I-265      |
| Floyd                     | New Albany                    | 123,30 | 198,40 | 123    | New Albany                                                     |                                                                |
| Rivière Ohio              | Rivière Ohio                  | 123,33 | 198,48 |        | I-64 est / US 150 est – Louisville                             | Continue au Kentucky                                           |
| - Terminus de multiplex   |                               |        |        |        |                                                                |                                                                |

### Kentucky
| Interstate 64                                          |                |        |        |                        |                                                                                           |                                                                                                  |
| Comté                                                  | Municipalité   | mi     | km     | Sortie                 | Intersections / Destinations                                                              | Notes                                                                                            |
| Rivière Ohio                                           | Rivière Ohio   | 0,00   | 0,00   |                        | I-64 ouest / US 150 ouest – Evansville                                                    | Continue en Indiana                                                                              |
| Jefferson                                              | Louisville     | 0,90   | 1,40   | 1                      | I-264 est – Shively                                                                       | Terminus ouest de l'I-264; sortie 0A-B de l'I-264                                                |
| Jefferson                                              | Louisville     | 2,70   | 4,30   | 3                      | US 150 est (22nd Street)                                                                  | Terminus est du multiplex avec US 150                                                            |
| Jefferson                                              | Louisville     | 3,90   | 6,30   | 4                      | 9th Street / Roy Wilkins Avenue – Centre-ville                                            |                                                                                                  |
| Jefferson                                              | Louisville     | 4,50   | 7,20   | 5B                     | 3rd Street / River Road – Centre-ville                                                    | Sortie direction ouest, entrée direction est                                                     |
| Jefferson                                              | Louisville     | 5,20   | 8,40   | 5A                     | I-65 – Nashville, Indianapolis                                                            | Indiqué sortie 5A (sud) et 5B (nord); sortie 137 de l'I-65                                       |
| Jefferson                                              | Louisville     | 5,90   | 9,50   | 6                      | I-71 nord – Cincinnati                                                                    | Sortie direction est, entrée direction ouest                                                     |
| Jefferson                                              | Louisville     | 6,40   | 10,30  | 7                      | US 42 / US 60 (Mellwood Avenue / Story Avenue)                                            |                                                                                                  |
| Jefferson                                              | Louisville     | 7,80   | 12,60  | 8                      | Grinstead Drive                                                                           |                                                                                                  |
| Jefferson                                              | Louisville     | 8,10   | 13,00  | Tunnel de Cochran Hill | Tunnel de Cochran Hill                                                                    | Tunnel de Cochran Hill                                                                           |
| Jefferson                                              | Louisville     | 10,30  | 16,60  | 10                     | Cannons Lane                                                                              |                                                                                                  |
| Jefferson                                              | Louisville     | 12,30  | 19,80  | 12                     | I-264 (Watterson Expressway) – Aéroport international de Louisville                       | Indiqué sortie 12A (ouest) et 12B (est) en direction est; sortie 19A-B de l'I-264                |
| Jefferson                                              | Louisville     | 14,90  | 24,00  | 15                     | KY 1747 (en) (Hurstbourne Parkway) – Jeffersontown, Middletown, Parc industriel           | Indiqué sortie 15A (sud), 15B (sud-accès local) et 15C (nord) en direction est                   |
| Jefferson                                              | Jeffersontown  | 17,10  | 27,50  | 17                     | Blankenbaker Parkway                                                                      |                                                                                                  |
| Jefferson                                              | Jeffersontown  | 18,90  | 30,40  | 19                     | I-265 (Gene Snyder Freeway) / KY 841 (en)                                                 | Indiqué sortie 19A (sud) et 19B (nord); sortie 25A-B de l'I-265                                  |
| Shelby                                                 | Simpsonville   | 27,50  | 44,30  | 28                     | KY 1848 (en) (Buck Creek Road) – Simpsonville                                             |                                                                                                  |
| Shelby                                                 | Shelbyville    | 31,80  | 51,20  | 32                     | KY 55 (en) (Taylorsville Road) – Taylorsville, Shelbyville                                |                                                                                                  |
| Shelby                                                 | Shelbyville    | 35,10  | 56,50  | 35                     | KY 53 (en) (Mt Eden Road) – Shelbyville                                                   |                                                                                                  |
| Shelby                                                 |                | 43,30  | 69,70  | 43                     | KY 395 (en) (Waddy Road) – Waddy, Peytona                                                 |                                                                                                  |
| Franklin                                               | Frankfort      | 47,70  | 76,80  | 48                     | KY 151 (en) vers US 127 sud – Lawrenceburg, Graefenburg                                   |                                                                                                  |
| Franklin                                               | Frankfort      | 48,80  | 78,50  | 49                     | US 460 est – Frankfort                                                                    | Échangeur proposé                                                                                |
| Franklin                                               | Frankfort      | 53,00  | 85,30  | 53                     | US 127 – Lawrenceburg, Frankfort                                                          | Indiqué sortie 53A (sud) et 53B (nord)                                                           |
| Franklin                                               | Frankfort      | 57,80  | 93,00  | 58                     | US 60 – Versailles, Frankfort                                                             |                                                                                                  |
| Woodford                                               | Midway         | 65,20  | 104,90 | 65                     | KY 341 (en) vers US 62 ouest – Versailles, Midway                                         |                                                                                                  |
| Scott                                                  |                | 68,80  | 110,70 | 69                     | US 62 est (Paynes Depot Road) – Georgetown                                                |                                                                                                  |
| Fayette                                                | Lexington      | 74,70  | 120,20 | 75                     | I-75 nord – Georgetown, Cincinnati                                                        | Terminus ouest du multiplex avec I-75; sortie 118 de l'I-75 sud; les numéros sont ceux de l'I-75 |
| Fayette                                                | Lexington      | 76,90  | 123,80 | 115                    | KY 922 (en) (Newton Pike) vers Bluegrass Parkway (en) – Lexington, Aéroport de Blue Grass |                                                                                                  |
| Fayette                                                | Lexington      | 79,20  | 127,50 | 113                    | US 27 / US 68 (Broadway) – Lexington, Paris                                               |                                                                                                  |
| Fayette                                                | Lexington      | 81,30  | 130,80 | 81                     | I-75 sud – Richmond, Knoxville                                                            | Terminus est du multiplex avec I-75; sortie 111 de l'I-75 nord                                   |
| Fayette                                                | Lexington      | 87,30  | 140,50 | 87                     | KY 859 (en) – Blue Grass Station                                                          |                                                                                                  |
| Clark                                                  | Winchester     | 94,00  | 151,30 | 94                     | KY 1958 (en) vers KY 627 (en) / Van Meter Road – Winchester                               |                                                                                                  |
| Clark                                                  | Winchester     | 96,10  | 154,70 | 96                     | KY 627 (en) – Winchester, Paris                                                           |                                                                                                  |
| Clark                                                  |                | 97,50  | 156,90 | 98                     | Mountain Parkway (en) est – Prestonsburg, Campton                                         | Sortie direction est, entrée direction ouest                                                     |
| Clark                                                  |                | 101,60 | 163,50 | 101                    | US 60 – Winchester, Mount Sterling                                                        |                                                                                                  |
| Montgomery                                             | Mount Sterling | 109,60 | 176,40 | 110                    | US 460 / KY 11 (en) – Flemingsburg, Mount Sterling, Paris                                 |                                                                                                  |
| Montgomery                                             | Mount Sterling | 112,30 | 180,70 | 113                    | US 60 – Mount Sterling, Owingsville                                                       |                                                                                                  |
| Bath                                                   | Owingsville    | 121,10 | 194,90 | 121                    | KY 36 (en) – Owingsville, Frenchburg                                                      |                                                                                                  |
| Bath                                                   | Owingsville    | 122,90 | 197,80 | 123                    | US 60 – Owingsville, Salt Lick                                                            |                                                                                                  |
| Rowan                                                  |                | 132,80 | 213,70 | 133                    | KY 801 – Sharkey, Farmers                                                                 |                                                                                                  |
| Rowan                                                  | Morehead       | 137,10 | 220,60 | 137                    | KY 32 (en) est / Flemingsburg Road – Flemingsburg, Morehead                               |                                                                                                  |
| Carter                                                 |                | 156,00 | 251,10 | 156                    | KY 2 (en) vers KY 59 (en) – Olive Hill, Vanceburg                                         |                                                                                                  |
| Carter                                                 | Olive Hill     | 161,30 | 259,60 | 161                    | US 60 – Olive Hill, Grayson                                                               |                                                                                                  |
| Carter                                                 | Grayson        | 171,40 | 275,80 | 172                    | KY 1 (en) / KY 7 (en) vers KY 9 (AA Highway) (en) – Maysville, Grayson                    |                                                                                                  |
| Carter                                                 |                | 178,30 | 286,90 | 179                    | KY 67 (en) nord (Industrial Parkway) – Olive Hill, Vanceburg                              |                                                                                                  |
| Boyd                                                   | Coalton        | 181,20 | 291,60 | 181                    | US 60 – Grayson, Ashland                                                                  |                                                                                                  |
| Boyd                                                   | Ashland        | 185,20 | 298,10 | 185                    | KY 180 (en) vers US 60 – Cannonsburg, Ashland                                             |                                                                                                  |
| Boyd                                                   |                | 190,50 | 306,60 | 191                    | US 23 – Ashland, Louisa                                                                   |                                                                                                  |
| Boyd                                                   |                | 191,00 | 307,40 |                        | I-64 est – Huntington                                                                     | Continue en Virginie-Occidentale                                                                 |
| - Terminus de multiplex - Accès incomplet - Non-ouvert |                |        |        |                        |                                                                                           |                                                                                                  |

### Virginie-Occidentale
| Interstate 64                                     |                       |        |        |                                                       |                                                                    | |
| Comté                                             | Municipalité          | mi     | km     | Sortie                                                | Intersections / Destinations                                       | Notes |
| Wayne                                             | Kenova                | 0,00   | 0,00   |                                                       | I-64 ouest – Ashland                                               | Continue au Kentucky                                                                                     |
| Wayne                                             | Kenova                | 1,29   | 2,08   | 1                                                     | US 52 sud vers WV 75 (en) – Kenova, Ceredo                         | Terminus ouest du multiplex avec US 52                                                                   |
| Cabell                                            | Huntington            | 6,45   | 10,38  | 6                                                     | US 52 nord – Huntington Ouest, Ironton                             | Terminus est du multiplex avec US 52                                                                     |
| Cabell                                            | Huntington            | 8,18   | 13,16  | 8                                                     | WV 152 (en) sud / WV 527 (en) nord (5th Street East)               | |
| Cabell                                            | Huntington            | 10,96  | 17,64  | 11                                                    | WV 10 (en) (Hal Greer Boulevard) – Centre-ville d'Huntington       | |
| Cabell                                            | Barboursville         | 14,51  | 23,35  | 15                                                    | US 60 (29th Street East)                                           | |
| Cabell                                            | Barboursville         | 18,02  | 29,00  | 18                                                    | WV 193 (en) vers WV 2 (en) – Barboursville                         | |
| Cabell                                            | Barboursville         | 19,48  | 31,35  | 20A                                                   | West Mall Road vers US 60                                          | Sortie direction est seulement                                                                           |
| Cabell                                            | Barboursville         | 19,68  | 31,67  | 20B                                                   | CR 60/89 (East Mall Road) vers US 60 – Barboursville               | Indiqué sortie 20 direction ouest                                                                        |
| Cabell                                            | Milton                | 27,46  | 44,19  | 28                                                    | John Morris Road vers US 60 – Milton                               | |
| Putnam                                            | Hurricane             | 33,77  | 54,35  | 34                                                    | CR 19 – Hurricane                                                  | |
| Putnam                                            |                       | 38,59  | 62,10  | 39                                                    | WV 34 (en) – Teays Valley                                          | |
| Putnam                                            | Scott Depot           | 40,33  | 64,90  | 40                                                    | US 35 – Winfield, Point Pleasant                                   | |
| Putnam                                            | Saint Albans          | 43,39  | 69,83  | 44                                                    | WV 817 (en) – Saint Albans                                         | |
| Putnam                                            | Nitro                 | 44,39  | 71,44  | 45                                                    | WV 25 (en) – Nitro                                                 | |
| Kanawha                                           | Cross Lanes           | 47,29  | 76,11  | 47                                                    | WV 622 (en) (Goff Mountain Road) – Cross Lanes                     | |
| Kanawha                                           |                       | 49,87  | 80,26  | 50                                                    | WV 25 (en) – Institute                                             | |
| Kanawha                                           | Dunbar                | 52,28  | 84,14  | 53                                                    | WV 25 (en) / CR 25/25 (Roxalana Road) – Dunbar                     | |
| Kanawha                                           | South Charleston      | 53,52  | 86,13  | 54                                                    | US 60 (MacCorkle Avenue) vers WV 601 (en) (Jefferson Road)         | |
| Kanawha                                           | South Charleston      | 54,35  | 87,47  | 55                                                    | Kanawha Turnpike vers WV 601 (en)                                  | Sortie direction ouest, entrée direction est                                                             |
| Kanawha                                           | South Charleston      | 55,25  | 88,92  | 56                                                    | CR 50/64 (Montrose Drive)                                          | |
| Kanawha                                           | Charleston            | 57,40  | 92,38  | 58A                                                   | US 119 sud / Oakwood Road – Logan                                  | Terminus ouest du multiplex avec US 119                                                                  |
| Kanawha                                           | Charleston            | 57,73  | 92,91  | 58B                                                   | US 119 nord / Virginia Street – Centre-ville de Charleston         | Terminus est du multiplex avec US 119; sortie direction est, entrée direction ouest                      |
| Kanawha                                           | Charleston            | 57,97  | 93,29  | 58C                                                   | US 60 (Lee Street, Washington Street) – Centre-ville de Charleston | |
| Kanawha                                           | Charleston            | 58,50  | 94,15  | 59                                                    | I-77 nord vers I-79 ouest – Parkersburg                            | Terminus ouest du multiplex avec I-77; utilise les numéros de sortie de l'I-77; sortie 101 de l'I-77 sud |
| Kanawha                                           | Charleston            | 59,20  | 95,25  | 100                                                   | Leon Sullivan Way, Capitol Street                                  | |
| Kanawha                                           | Charleston            | 60,30  | 97,02  | 99                                                    | WV 114 (en) (Greenbrier Street) – Capitole d'État                  | |
| Kanawha                                           | Charleston            | 61,20  | 98,47  | 98                                                    | Vers WV 61 (en) / 35th Street Bridge                               | Sortie direction est, entrée direction ouest                                                             |
| Kanawha                                           | Charleston            | 62,60  | 100,72 | 97                                                    | US 60 ouest (Kanawha Boulevard)                                    | Terminus ouest du multiplex avec US 60; sortie direction ouest, entrée direction est                     |
| Kanawha                                           | Charleston            | 63,70  | 102,49 | 96                                                    | US 60 est (Midland Trail) – Belle                                  | Terminus est du multiplex avec US 60; terminus ouest du West Virginia Turnpike                           |
| Kanawha                                           | Charleston            | 64,60  | 103,94 | Pont Chuck Yeager au-dessus de la rivière Kanawha     | Pont Chuck Yeager au-dessus de la rivière Kanawha                  | Pont Chuck Yeager au-dessus de la rivière Kanawha                                                        |
| Kanawha                                           | Charleston            | 64,90  | 104,42 | 95                                                    | WV 61 (en) (MacCorkle Avenue)                                      | |
| Kanawha                                           | Marmet                | 69,60  | 111,99 | 89                                                    | WV 94 (en) vers WV 61 (en) – Marmet, Chesapeake                    | |
| Kanawha                                           | Chelyan               | 71,20  | 114,46 | Poste de péage C                                      | Poste de péage C                                                   | Poste de péage C                                                                                         |
| Kanawha                                           | Chelyan               | 74,40  | 119,71 | 85                                                    | US 60 / WV 61 (en) – Montgomery, Chelyan, Cedar Grove              | |
| Kanawha                                           |                       | 79,60  | 128,08 | 79                                                    | CR 79/3 (Cabin Creek Road) – Sharon                                | |
| Kanawha                                           | Morton                | 83,30  | 134,03 | Aire de service de Morton (direction ouest seulement) | Aire de service de Morton (direction ouest seulement)              | Aire de service de Morton (direction ouest seulement)                                                    |
| Kanawha                                           |                       | 84,90  | 136,60 | 74                                                    | CR 83 (Paint Creek Road) – Standard                                | |
| Fayette                                           |                       | 92,90  | 149,48 | 66                                                    | CR 15 – Mahan                                                      | |
| Fayette                                           | Mossy                 | 99,50  | 160,08 | 60                                                    | WV 612 (en) est – Mossy, Oak Hill                                  | |
| Fayette                                           | Pax                   |        |        | bbbbbbbbbbPoste de péage B                            | bbbbbbbbbbPoste de péage B                                         | bbbbbbbbbbPoste de péage B                                                                               |
| Fayette                                           | Pax                   | 104,50 | 168,14 | 54                                                    | CR 23/2 – Pax                                                      | |
| Raleigh                                           | Beckley               | 111,50 | 179,40 | 48                                                    | Vers US 19 – Beckley Nord, Summersville                            | Poste de péage à la sortie direction ouest et à l'entrée direction est                                   |
| Raleigh                                           | Beckley               | 113,30 | 182,30 | 45                                                    | Tamarack Marketplace                                               | |
| Raleigh                                           | Beckley               | 114,60 | 184,39 | 44                                                    | WV 3 (en) (Harper Road) – Beckley                                  | |
| Raleigh                                           | Beckley               | 117,10 | 188,41 | 42                                                    | WV 16 (en) vers WV 97 (en) (Robert C. Byrd Drive) – Mabscott       | |
| Raleigh                                           | Beckley               | 119,66 | 192,57 | 40                                                    | I-64 est – Lewisburg                                               | Terminus est du multiplex avec I-77; indiqué sortie 40 en direction est et 121 en direction ouest        |
| Raleigh                                           | Beckley               | 119,66 | 192,57 | 121                                                   | I-64 ouest / I-77 nord – Charleston                                | Terminus est du multiplex avec I-77; indiqué sortie 40 en direction est et 121 en direction ouest        |
| Raleigh                                           | Beckley               | 119,66 | 192,57 | —                                                     | I-77 sud – Princeton, Bluefield                                    | |
| Raleigh                                           | Beckley               | 123,47 | 198,71 | 124                                                   | Joe L. Smith Drive vers US 19 (Eisenhower Drive) – Beckley         | |
| Raleigh                                           |                       | 124,79 | 200,83 | 125                                                   | WV 307 (en) / CR 9/9 (Airport Road) – Beaver                       | Indiqué sortie 125A (WV 307) et 125B (CR 9/9) en direction est                                           |
| Raleigh                                           |                       | 128,04 | 206,06 | 129                                                   | CR 9 (Grandview Road) – Shady Spring                               | Indiqué sortie 129A (sud) et 129B (nord) en direction est                                                |
| Raleigh                                           |                       | 132,65 | 213,48 | 133                                                   | CR 27 (Pluto Road) – Bragg                                         | |
| Summers                                           | Sandstone             | 138,15 | 222,33 | 139                                                   | WV 20 (en) – Hinton, Sandstone                                     | |
| Summers                                           |                       | 142,95 | 230,06 | 143                                                   | CR 3 vers WV 20 (en) – Meadow Bridge, Green Sulphur Springs        | |
| Greenbrier                                        |                       | 149,55 | 240,68 | 150                                                   | CR 29/4 – Dawson                                                   | |
| Greenbrier                                        |                       | 155,69 | 250,56 | 156                                                   | US 60 (Midland Trail) – Sam Black Church                           | |
| Greenbrier                                        | Alta                  | 161,18 | 259,39 | 161                                                   | WV 12 (en) – Alta                                                  | |
| Greenbrier                                        | Lewisburg             | 169,06 | 272,08 | 169                                                   | US 219 – Lewisburg, Ronceverte                                     | |
| Greenbrier                                        | White Sulphur Springs | 174,91 | 281,49 | 175                                                   | US 60 vers WV 92 (en) – White Sulphur Springs, Caldwell            | |
| Greenbrier                                        | White Sulphur Springs | 179,85 | 289,44 | 181                                                   | US 60 ouest vers WV 92 (en) – White Sulphur Springs                | Terminus ouest du multiplex avec US 60; sortie direction ouest, entrée direction est                     |
| Greenbrier                                        | White Sulphur Springs | 182,90 | 294,35 | 183                                                   | WV 311 (en) – Crows                                                | Sortie direction est, entrée direction ouest                                                             |
| Greenbrier                                        | White Sulphur Springs | 183,51 | 295,33 |                                                       | I-64 est / US 60 est – Lexington                                   | Continue en Virginie                                                                                     |
| - Terminus de multiplex - Péage - Accès incomplet |                       |        |        |                                                       |                                                                    | |

### Virginie
| Interstate 64                                                     |                        |                     |                     |                                                          | | |
| Comté                                                             | Municipalité           | mi                  | km                  | Sortie                                                   | Intersections / Destinations | Notes |
| Alleghany                                                         |                        | 0,00                | 0,00                |                                                          | I-64 ouest / US 60 ouest – Beckley | Continue en Virginie-Occidentale |
| Alleghany                                                         |                        | 1,83                | 2,95                | 1                                                        | Jerry's Run Trail | |
| Alleghany                                                         |                        | 2,47                | 3,98                | Centre d'accueil des visiteurs (direction est seulement) | Centre d'accueil des visiteurs (direction est seulement) | Centre d'accueil des visiteurs (direction est seulement) |
| Alleghany                                                         |                        | 7,16                | 11,52               | 7                                                        | SR 661 (Ogle Creek Road) | Sortie direction est, entrée direction ouest |
| Alleghany                                                         | Callaghan              | 10,01               | 16,11               | 10                                                       | US 60 est (Midland Trail) / SR 159 (en) sud (Dunlap Creek Road) vers SR 311 (en) – Callaghan                                                                   | Terminus est du multiplex avec US 60 |
| City de Covington                                                 | City de Covington      | 14,84               | 23,88               | 14                                                       | SR 154 (en) nord (Durant Road) – Covington, Hot Springs | |
| Alleghany                                                         | Mallow                 | 16,68               | 26,84               | 16                                                       | US 60 ouest / US 220 nord – Covington, Hot Springs, WESTVACO Trailer Lot                                                                                       | Terminus ouest du multiplex avec US 60 / US 220; indiqué sortie 16A (US 60 / US 220) et 16B (WESTVACO) en direction ouest                                                                                    |
| Alleghany                                                         |                        | 21,49               | 34,58               | 21                                                       | SR 696 (Selma Low Moor Road) – Low Moor | |
| Alleghany                                                         | Selma                  | 23,86               | 38,40               | 24                                                       | US 60 Bus. ouest / US 220 Bus. sud (Ridgeway Street) / SR 384 (en) ouest (Dabney S. Lancaster Community College Road) – Clifton Forge                          | |
| Alleghany                                                         | Cliftondale Park       | 27,49               | 44,24               | 27                                                       | US 220 sud US 60 Bus. ouest (Grafton Street) / SR 629 nord (Douthat State Park Road) – Clifton Forge                                                           | Terminus est du multiplex avec US 220 |
| Alleghany                                                         |                        | 29,27               | 47,11               | 29                                                       | SR 42 (en) nord / SR 269 (en) est (Forty Two Road) | |
| Alleghany                                                         | Longdale Furnace       | 35,65               | 57,37               | 35                                                       | SR 269 (en) ouest (Longdale Furnace Road) / SR 850 est (North Mountain Road) – Longdale Furnace                                                                | |
| Rockbridge                                                        |                        | 42,91               | 69,06               | 43                                                       | SR 780 est (Scenic Drive) – Goshen | |
| Rockbridge                                                        |                        | 50,29               | 80,93               | 50                                                       | US 60 est / SR 623 (Fredericksburg Road) | Terminus est du multiplex avec US 60 |
| Rockbridge                                                        | East Lexington         | 55,68               | 89,61               | 55                                                       | US 11 (Lee Highway) vers SR 39 (en) – Lexington, Goshen | |
| Rockbridge                                                        |                        | 56,66               | 91,19               | 56                                                       | I-81 sud – Roanoke | Terminus ouest du multiplex avec I-81; sortie 191 de l'I-81; suit les numéros de l'I-81 |
| Rockbridge                                                        |                        | 60,53               | 97,41               | 195                                                      | US 11 (Lee Highway) – Lexington | |
| Rockbridge                                                        | Fairfield              | 66,10               | 106,38              | 200                                                      | SR 710 (Sterrett Road) – Fairfield | |
| Rockbridge                                                        | Raphine                | 70,59               | 113,60              | 205                                                      | SR 606 (Raphine Road) – Raphine, Steeles Tavern | |
| Augusta                                                           | Greenville             | 78,62               | 126,53              | 213                                                      | US 11 (Lee Highway) vers US 340 – Greenville | Indiqué sortie 213A (sud) et 213B (nord) en direction ouest |
| Augusta                                                           | Mint Spring            | 83,36               | 134,15              | 217                                                      | SR 654 (White Hill Road) – Mint Spring, Stuarts Draft | |
| Augusta                                                           | Jolivue                | 85,83               | 138,13              | 220                                                      | SR 262 (en) (Woodrow Wilson Parkway) vers US 11 – Staunton | |
| Augusta                                                           | Jolivue                | 87,14               | 140,24              | 87                                                       | I-81 nord – Staunton, Winchester | Terminus est du multiplex avec I-81; sortie 221 de l'I-81 |
| Augusta                                                           | Fisherville            | 91,28               | 146,90              | 91                                                       | SR 285 (en) (Tinkling Spring Road) vers SR 608 – Fisherville, Stuarts Draft                                                                                    | |
| City de Waynesboro                                                | City de Waynesboro     | 94,62               | 152,28              | 94                                                       | US 340 (Rosser Avenue) – Waynesboro, Stuarts Draft | |
| City de Waynesboro                                                | City de Waynesboro     | 95,57               | 155,41              | 96                                                       | SR 624 (Delphine Avenue) – Waynesboro, Lyndhurst | |
| Augusta                                                           |                        | 98,58               | 160,26              | 99                                                       | US 250 (Rockfish Gap Turnpike) – Afton, Waynesboro | |
| Nelson                                                            | Rockfish Gap           |                     |                     | Vue panoramique (direction est seulement)                | Vue panoramique (direction est seulement) | Vue panoramique (direction est seulement) |
| Albemarle                                                         | Yancey Mills           | 107,22              | 172,55              | 107                                                      | US 250 (Rockfish Gap Turnpike) – Crozet, Yancey Mills | |
| Albemarle                                                         |                        | 114,13              | 183,67              | 114                                                      | SR 637 (Dick Woods Road) – Ivy | |
| Albemarle                                                         |                        | 118,38              | 190,51              | 118                                                      | US 29 (Monacan Trail Road) – Charlottesville, Culpeper, Lynchburg                                                                                              | Indiqué sortie 118A (sud) et 118B (nord) |
| Albemarle                                                         |                        | 119,87              | 192,91              | 120                                                      | SR 631 (5th Street) – Charlottesville | |
| Albemarle                                                         |                        | 121,60              | 195,70              | 121                                                      | SR 20 (en) (Scottsville Road) – Charlottesville, Scottsville                                                                                                   | Indiqué sortie 121A (sud) et 121B (nord) direction est |
| City de Charlottesville                                           |                        | 121,60              | 195,70              | 121                                                      | SR 20 (en) (Scottsville Road) – Charlottesville, Scottsville                                                                                                   | Indiqué sortie 121A (sud) et 121B (nord) direction est |
| Albemarle                                                         |                        | 124,32              | 200,07              | 124                                                      | US 250 (Richmond Road) – Charlottesville, Shadwell | |
| Albemarle                                                         |                        | 129,74              | 208,80              | 129                                                      | SR 616 (Black Cat Road) – Keswick, Boyd Tavern | |
| Fluvanna                                                          | Pas d'intersections    | Pas d'intersections | Pas d'intersections | Pas d'intersections                                      | Pas d'intersections | Pas d'intersections |
| Louisa                                                            | Zion Crossroads        | 136,73              | 220,05              | 136                                                      | US 15 (James Madison Highway) – Gordonsville, Palmyra | |
| Louisa                                                            | Ferncliff              | 143,05              | 230,22              | 143                                                      | SR 208 (en) (Courthouse Road) – Louisa, Ferncliff | |
| Goochland                                                         | Shannon Hill           | 148,82              | 239,50              | 148                                                      | SR 605 (Shannon Hill Road) – Shannon Hill | |
| Goochland                                                         |                        | 152,74              | 245,81              | 152                                                      | SR 629 (Old Fredericksburg Road) – Hadensville | |
| Louisa                                                            | Gum Spring             | 159,43              | 256,58              | 159                                                      | US 522 (Cross County Road) – Gum Spring, Goochland, Mineral | |
| Goochland                                                         | Oilville               | 167,31              | 269,26              | 167                                                      | SR 617 (Oilville Road) – Oilville, Goochland | |
| Goochland                                                         |                        | 173,87              | 279,82              | 173                                                      | SR 623 (Ashland Road) – Rockville, Manakin | |
| Goochland                                                         |                        | 175,06              | 281,73              | 175                                                      | SR 288 (en) sud (World War II Veterans Memorial Highway) – Chesterfield                                                                                        | |
| Henrico                                                           | Short Pump             | 177,98              | 286,43              | 177                                                      | I-295 sud vers I-95 nord – Washington, Norfolk, Aéroport international de Richmond                                                                             | Sortie 53 de l'I-295 |
| Henrico                                                           |                        | 178,95              | 287,83              | 178                                                      | US 250 (Broad Street) – Short Pump | Indiqué sortie 178A (ouest) et 178B (est) |
| Henrico                                                           |                        | 180,28              | 290,13              | 180                                                      | Gaskins Road | Indiqué sortie 180A (sud) et 180B (nord) |
| Henrico                                                           |                        | 181,67              | 292,37              | 181                                                      | Parham Road | Indiqué sortie 181A (sud) et 181B (nord) direction ouest |
| Henrico                                                           |                        | 183,70              | 295,64              | 183                                                      | US 250 (Broad Street) / Glenside Drive | Indiqué sortie 183A (Glenside Drive sud), 183B (US 250 est) et 183C (US 250 ouest / Glenside Drive nord) en direction ouest                                                                                  |
| Henrico                                                           | Dumbarton              | 185,73              | 298,90              | 185                                                      | US 33 (Staples Mill Road) / Staples Mill Parkway | Indiqué sortie 185A (Staples Mill Parkway vers US 33 ouest) et 185B (est) en direction est |
| City de Richmond                                                  | City de Richmond       | 187,07              | 301,06              | 186                                                      | I-195 sud / SR 197 (en) (Laburnum Avenue) vers Powhite Parkway – Centre-ville de Richmond                                                                      | Sortie direction est, entrée direction ouest vers et depuis Laburnum Avenue |
| City de Richmond                                                  | City de Richmond       | 187,31              | 301,45              | 187                                                      | I-95 nord (Richmond-Petersburg Turnpike) – Washington | Terminus ouest du multiplex avec I-95; sortie 79 de l'I-95 |
| City de Richmond                                                  | City de Richmond       | 188,14              | 302,78              | 78                                                       | SR 161 (en) (Boulevard) | Les numéros de sortie sont ceux de l'I-95 |
| City de Richmond                                                  | City de Richmond       | 190,33              | 306,31              | 76B                                                      | US 1 / US 301 (Belvidere Street) | Pas de sortie direction ouest |
| City de Richmond                                                  | City de Richmond       | 190,56              | 306,68              | 76A                                                      | US 1 / US 301 (Chamberlayne Avenue) | Sortie direction ouest, entrée direction est |
| City de Richmond                                                  | City de Richmond       | 190,86              | 307,16              | 190                                                      | I-95 sud (Richmond-Petersburg Turnpike) / 3rd Street / 5th Street – Petersburg, Centre-ville de Richmond, Colisée, Convention Center                           | Terminus est du multiplex avec I-95; sortie 75 de l'I-95 |
| City de Richmond                                                  | City de Richmond       | 192,53              | 309,85              | 192                                                      | US 360 (Mechanicsville Turnpike) – Mechanicsville | |
| Henrico                                                           |                        | 193,89              | 312,04              | 193                                                      | SR 33 (en) (Nine Mile Road) | Indiqué sortie 193A (ouest) et 193B (est) |
| Henrico                                                           | Montrose               | 196,03              | 315,48              | 195                                                      | SR 197 (en) (Laburnum Avenue) | |
| Henrico                                                           | Sandston               | 197,91              | 318,51              | 197                                                      | SR 156 (en) (Airport Drive) – Highland Springs, Sandston, Aéroport international de Richmond                                                                   | Indiqué sortie 197A (sud) et 197B (nord) |
| Henrico                                                           |                        | 201,98              | 325,06              | 200                                                      | I-295 / US 60 – Rocky Mount, Washington | Sortie 28 de l'I-295 |
| New Kent                                                          | Bottoms Bridge         | 206,01              | 331,54              | 205                                                      | SR 33 (en) ouest / SR 249 (en) est (New Kent Highway) vers US 60 – Bottoms Bridge, Quinton                                                                     | Terminus ouest du multiplex avec SR 33 |
| New Kent                                                          |                        | 211,44              | 340,28              | 211                                                      | SR 106 (en) (Emmaus Church Road) – Talleysville, Roxbury | |
| New Kent                                                          |                        | 214,91              | 345,86              | 214                                                      | SR 155 (en) (Courthouse Road) – New Kent, Providence Forge | |
| New Kent                                                          |                        | 220,60              | 355,02              | 220                                                      | SR 33 (en) est (Eltham Road) – West Point | Terminus est du multiplex avec SR 33 |
| James City                                                        |                        | 227,34              | 365,87              | 227                                                      | SR 30 (en) (Old Stage Road) vers US 60 – West Point, Toano, Williamsburg                                                                                       | |
| James City                                                        |                        | 231,62              | 372,76              | 231                                                      | SR 607 (Croaker Road) vers SR 30 (en) – Croaker, Norge, Toano                                                                                                  | Indiqué sortie 231A (Norge) et 231B (Croaker) |
| York                                                              |                        | 234,46              | 377,33              | 234                                                      | SR 199 (en) est (Humelsine Parkway) / SR 646 ouest (Newman Road) – Lightfoot                                                                                   | Indiqué sortie 234A (SR 199) et 234B (SR 646) en direction ouest |
| York                                                              |                        | 239,17              | 384,91              | 238                                                      | SR 143 (en) (Merrimac Trail) vers US 60 – Camp Peary, Colonial Williamsburg                                                                                    | |
| York                                                              |                        | 242,61              | 390,44              | 242                                                      | SR 199 (en) (Marquis Center Parkway / Humelsine Parkway) | Indiqué sortie 242A (ouest) et 242B (est) |
| York                                                              |                        | 244,23              | 393,05              | 243                                                      | Vers US 60 (Pocahontas Trail) / SR 143 (en) ouest (Merrimac Trail) – Busch Gardens, Williamsburg                                                               | Indiqué sortie 243A (US 60) et 243B (SR 143) |
| James City                                                        |                        | 246,86              | 397,28              | 247                                                      | SR 143 (en) (Merrimac Trail) vers SR 238 (en) – Yorktown, Lee Hall                                                                                             | Pas de sortie direction ouest |
| City de Newport News                                              | City de Newport News   | 248,48              | 399,89              | 247                                                      | SR 238 (en) – Yorktown, Lee Hall | Sortie direction ouest, entrée direction est |
| City de Newport News                                              | City de Newport News   | 250,52              | 403,17              | 250                                                      | SR 105 (en) (Fort Eustis Boulevard) – Yorktown, Fort Eustis | Indiqué sortie 250A (ouest) et 250B (est) |
| City de Newport News                                              | City de Newport News   | 255,55              | 411,27              | 255                                                      | SR 143 (en) (Jefferson Avenue) | Indiqué sortie 255A (est) et 255B (ouest) |
| City de Newport News                                              | City de Newport News   | 256,96              | 413,54              | 256                                                      | SR 171 (en) (Victory Boulevard / Oyster Point Road) – Poquoson                                                                                                 | Indiqué sortie 256A (ouest) et 256B (est) |
| City de Newport News                                              | City de Newport News   | 258,77              | 416,45              | 258                                                      | US 17 (J. Clyde Morris Boulevard) – Yorktown | Indiqué sortie 258A (sud) et 258B (nord) |
| City de Hampton                                                   | City de Hampton        | 261,80              | 421,33              | 261                                                      | Hamptons Roads Center Parkway | Pas d'accès depuis I-64 ouest vers Hampton Roads Center Parkway est et vice-versa; indiqué sortie 261A ouest) et 261B (est) en direction est                                                                 |
| City de Hampton                                                   | City de Hampton        | 263,13              | 423,47              | 262                                                      | SR 134 (en) nord (Neil Armstrong Parkway) / Hampton Roads Center Parkway est – NASA, Poquoson                                                                  | Terminus ouest du multiplex avec SR 134; sortie direction ouest, entrée direction est |
| City de Hampton                                                   | City de Hampton        | 263,65              | 424,30              | 263                                                      | US 258 / SR 134 (en) sud (Mercury Boulevard) – Coliseum, James River Bridge                                                                                    | Terminus est du multiplex avec SR 134; indiqué sortie 263A (US 258 sud) et 263B (US 258 nord / SR 134 sud) en direction ouest                                                                                |
| City de Hampton                                                   | City de Hampton        | 264,84              | 426,22              | 264                                                      | I-664 sud (Hampton Roads Beltway sud) – Centre-ville de Newport News, Suffolk, Chesapeake                                                                      | Sortie 1 de l'I-664 |
| City de Hampton                                                   | City de Hampton        | 265,61              | 427,46              | 265A                                                     | La Salle Avenue | Indication direction est |
| City de Hampton                                                   | City de Hampton        | 265,61              | 427,46              | 265A‑B                                                   | SR 134 (en) (Armistead Avenue) / La Salle Avenue | Indication direction ouest |
| City de Hampton                                                   | City de Hampton        | 265,61              | 427,46              | 265C                                                     | Armistead Avenue – Langley AFB | Pas de sortie en direction ouest |
| City de Hampton                                                   | City de Hampton        | 268,12              | 431,50              | 267                                                      | US 60 ouest / SR 143 (en) (Settlers Landing Road) / Woodland Road – Université de Hampton                                                                      | Terminus ouest du multiplex avec US 60 |
| City de Hampton                                                   | City de Hampton        | 268,45              | 432,03              | 268                                                      | SR 169 (en) est (Mallory Street) – Fort Monroe | |
| Hampton Roads                                                     | Hampton Roads          | 271,93              | 437,63              | Hampton Roads Bridge–Tunnel (en)                         | Hampton Roads Bridge–Tunnel (en) | Hampton Roads Bridge–Tunnel (en) |
| City de Norfolk                                                   | City de Norfolk        | 272,54              | 438,61              | 272                                                      | W. Ocean View Avenue – Willoughby Spit | |
| City de Norfolk                                                   | City de Norfolk        | 274,28              | 441,41              | 273                                                      | US 60 est (4th View Street) – Ocean View | Terminus est du multiplex avec US 60 |
| City de Norfolk                                                   | City de Norfolk        | 275,58              | 443,50              | 274                                                      | Bay Avenue – Base navale de Norfolk | Sortie direction ouest, entrée direction est |
| City de Norfolk                                                   | City de Norfolk        | 276,98              | 445,76              | 276A                                                     | I-564 vers SR 406 (en) (Terminal Boulevard) – Base navale de Norfolk                                                                                           | Sortie 276 en direction est; pas d'accès depuis I-64 est vers US 460 est; accès depuis I-64 ouest vers US 460 ouest via sortie 276C                                                                          |
| City de Norfolk                                                   | City de Norfolk        | 276,98              | 445,76              | 276B                                                     | US 460 (Granby Street) | Sortie 276 en direction est; pas d'accès depuis I-64 est vers US 460 est; accès depuis I-64 ouest vers US 460 ouest via sortie 276C                                                                          |
| City de Norfolk                                                   | City de Norfolk        | 276,98              | 445,76              |                                                          | I-64 est (Voies Express) | Terminus ouest des voies réservées aux HOV; sortie direction est, entrée direction ouest |
| City de Norfolk                                                   | City de Norfolk        | 276,98              | 445,76              | —                                                        | I-564 ouest – Base navale de Norfolk | Sortie direction ouest, entrée direction est pour les voies HOV réversibles |
| City de Norfolk                                                   | City de Norfolk        | 276,98              | 445,76              | 276C                                                     | SR 165 (en) (Little Creek Road) vers US 460 ouest | Sortie direction ouest, entrée direction est |
| City de Norfolk                                                   | City de Norfolk        | 278,36              | 447,98              | 277                                                      | SR 168 (en) (Tidewater Drive) | Indiqué sortie 277A (sud) et 277B (nord) |
| City de Norfolk                                                   | City de Norfolk        | 279,40              | 449,65              | 278                                                      | SR 194 (en) (Chesapeake Boulevard) | Sortie et entrée en direction est seulement vers et depuis SR 194 nord; sortie et entrée en direction ouest seulement vers et depuis SR 194 sud                                                              |
| City de Norfolk                                                   | City de Norfolk        | 280,40              | 451,26              | 279                                                      | SR 247 (en) (Norview Avenue) – Aéroport international de Norfolk                                                                                               | Indiqué sortie 279A (ouest) et 279B (est) en direction ouest |
| City de Norfolk                                                   | City de Norfolk        | 281,66              | 453,29              | 281                                                      | SR 165 (en) (Military Highway) / Robin Hood Road | Pas d'entrée direction est; indiqué sortie 281A (Robin Hood Road) et 281B (SR 165 sud) en direction est |
| City de Norfolk                                                   | City de Norfolk        | 282,85              | 455,20              | 282                                                      | US 13 (Northampton Boulevard) – Pont-tunnel de Chesapeake Bay                                                                                                  | Pas d'accès depuis US 13 nord vers I-64 ouest |
| City de Norfolk                                                   | City de Norfolk        | 284,59              | 458,00              | 284                                                      | I-264 (Virginia Beach Expressway) vers SR 403 (en) (Newton Road) – Virginia Beach, Centre-ville de Norfolk, Portsmouth                                         | Indiqué sortie 284A (ouest) et 284B (est); la sortie 284A en direction est inclut une rampe vers l'I-264 est, la sortie 284B est indiquée pour Newton Road seulement                                         |
| City de Norfolk                                                   | City de Norfolk        |                     |                     | —                                                        | I-264 est – Virginia Beach | Sortie direction est, entrée direction ouest pour les voies HOV réversibles |
| City de Norfolk                                                   | City de Norfolk        |                     |                     |                                                          | I-64 ouest (Voies Express) | Terminus est des voies réversibles HOV; sortie direction ouest, entrée direction est |
| City de Virginia Beach                                            | City de Virginia Beach | 287,28              | 462,33              | 286                                                      | Indian River Road | Indiqué sortie 286A (ouest) et 286B (est) |
| City de Chesapeake                                                | City de Chesapeake     | 289,83              | 466,44              | 289                                                      | Greenbrier Parkway | Indiqué sortie 289A (nord) et 289B (sud) |
| City de Chesapeake                                                | City de Chesapeake     | 291,96              | 469,86              | 290                                                      | SR 168 (en) nord / SR 168 Bus. (en) sud (Battlefield Boulevard) – Great Bridge                                                                                 | Terminus ouest du multiplex avec SR 168 |
| City de Chesapeake                                                | City de Chesapeake     | 292,52              | 470,77              | 291                                                      | I-464 nord (Martin Luther King Jr. Expressway) / US 17 sud (Dominion Boulevard) / SR 168 (en) sud (Oak Grove Connector) – Norfolk, Elizabeth City, Outer Banks | Terminus est du multiplex avec SR 168; terminus ouest du multiplex avec US 17; indiqué sortie 291B (SR 168) et 292 (US 17) en direction ouest; sortie 1 de l'I-464; pas d'accès de I-64 ouest vers US 17 sud |
| City de Chesapeake                                                | City de Chesapeake     | 293,25              | 471,94              | 292                                                      | SR 190 (en) (Great Bridge Boulevard) vers US 17 – Elizabeth City                                                                                               | Sortie direction ouest seulement |
| City de Chesapeake                                                | City de Chesapeake     | 296,85              | 477,73              | 296                                                      | US 17 nord / US 17 Bus. sud (George Washington Highway) – Deep Creek, Portsmouth                                                                               | Terminus est du multiplex avec US 17; indiqué sortie 296A (nord) et 296B (sud) direction est |
| City de Chesapeake                                                | City de Chesapeake     | 298,31              | 480,08              | 297                                                      | US 13 / US 460 (Military Highway) | |
| City de Chesapeake                                                | City de Chesapeake     | 300,62              | 483,80              | 299                                                      | I-264 est / I-664 nord (Hampton Roads Beltway nord) vers US 13 / US 58 / US 460 – Bowers Hill, Suffolk, Newport News, Portsmouth, Norfolk                      | Terminus est de l'I-64; sortie 1 de l'I-264; sortie 15 de l'I-664; terminus sud de l'I-664; indiqué sortie 299A (I-264) et 299B (I-664)                                                                      |
| - Terminus de multiplex - Accès incomplet - Accès réservé aux HOV |                        |                     |                     |                                                          | | |

## Autoroutes reliées

### Kentucky
- Interstate 264

### Virginie
- Interstate 264
- Interstate 464
- Interstate 564
- Interstate 664